# Uromyces paspalicola
Uromyces paspalicola ist eine Ständerpilzart aus der Ordnung der Rostpilze (Pucciniales). Der Pilz ist ein Endoparasit des Süßgrases Paspalum racemosum. Symptome des Befalls durch die Art sind Rostflecken und Pusteln auf den Blattoberflächen der Wirtspflanzen. Sie ist ein Endemit Ecuadors.

## Merkmale

### Makroskopische Merkmale
Uromyces paspalicola ist mit bloßem Auge nur anhand der auf der Oberfläche des Wirtes hervortretenden Sporenlager zu erkennen. Sie wachsen in Nestern, die als gelbliche bis braune Flecken und Pusteln auf den Blattoberflächen erscheinen.

### Mikroskopische Merkmale
Das Myzel von Uromyces paspalicola wächst wie bei allen Uromyces-Arten interzellulär und bildet Saugfäden, die in das Speichergewebe des Wirtes wachsen. Aecien oder Spermogonien der Art sind nicht bekannt. Die gelben Uredien des Pilzes wachsen beid- oder überwiegend unterseitig auf den Wirtsblättern. Seine hyalinen bis hellgelblichen Uredosporen sind 22–26 × 20–22 µm groß, meist breit eiförmig und stachelwarzig. Die Telien der Art sind grauschwarz und bedeckt. Die kastanienbraunen Teliosporen sind einzellig, in der Regel eckig kugelig bis eiförmig und 23–28 × 20–26 µm groß. Ihre Stiele sind farblos und bis zu 30 µm lang.

## Verbreitung
Das bekannte Verbreitungsgebiet von Uromyces paspalicola umfasst lediglich Ecuador.

## Ökologie
Die Wirtspflanze von Uromyces paspalicola ist Paspalum racemosum. Der Pilz ernährt sich von den im Speichergewebe der Pflanzen vorhandenen Nährstoffen, seine Sporenlager brechen später durch die Blattoberfläche und setzen Sporen frei. Die Art durchläuft einen Entwicklungszyklus, von dem bislang lediglich Telien und Uredien sowie deren Wirt bekannt sind; Spermogonien und Aecien konnten dem Pilz nicht zugeordnet werden.